# صوفيا كياني
صوفيا كياني (بالإنجليزية: Sophia Kianni)‏ (من مواليد 13 ديسمبر 2001) ناشطة مناخية أمريكية متخصصة في الإعلام والاستراتيجية. وهي المؤسس والمدير التنفيذي لالكاردينالات المناخية (بالإنجليزية: Climate Cardinals)‏، وهي منظمة دولية غير ربحية يقودها الشباب تعمل على ترجمة المعلومات حول تغير المناخ إلى أكثر من 100 لغة. تمثل الولايات المتحدة باعتبارها أصغر عضو في المجموعة الاستشارية للشباب التابعة للأمين العام للأمم المتحدة، والمعنية بتغير المناخ. تعمل أيضًا كخبير استراتيجي وطني لإضراب مدرسي من أجل المناخ (بالإنجليزية: School strike for climate)‏، ومتحدث دولي باسم تمرد ضد الانقراض (بالإنجليزية: Extinction Rebellion)‏، ومنسق الشراكات الوطنية لـ This is Zero Hour.

## النشاط

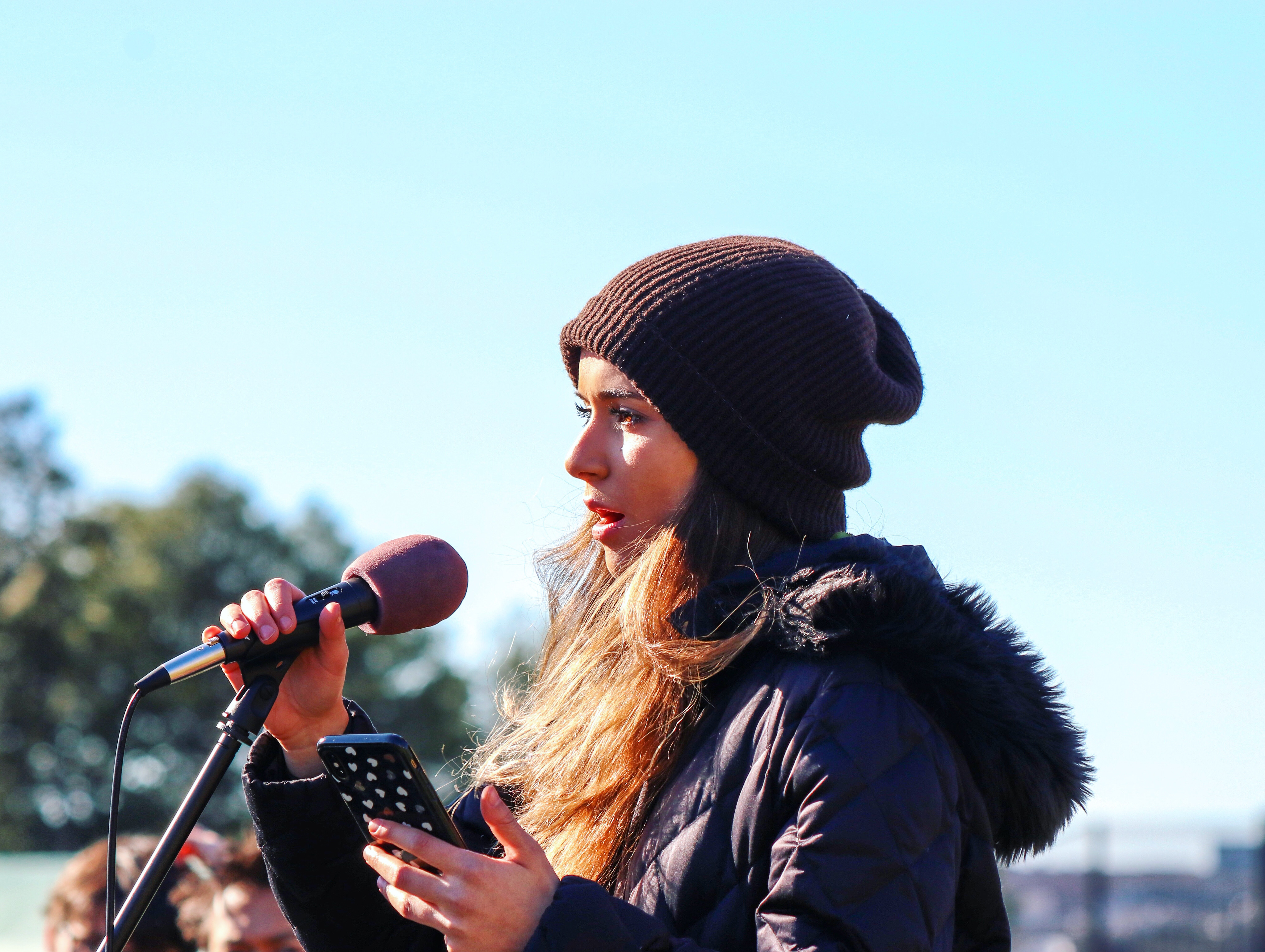
كياني تتحدث في إضراب الجمعة الأسود للمناخ في عام 2019.

أصبحت كياني مهتمة بالنشاط المناخي أثناء وجودها في المدرسة الإعدادية في طهران، عندما حجب الضباب الدخاني النجوم ذات ليلة، وكان ذلك «إشارة إلى أن عالمنا يسخن بوتيرة مرعبة». انضمت لاحقًا إلى مجموعة غريتا ثونبيرج، إضراب مدرسي من أجل المناخ، وأخذت إجازة من الفصل لدعم العمل بشأن تغير المناخ. ساعدت في تنظيم إضراب الجمعة السوداء للمناخ لعام 2019. بحلول عام 2019، كانت خبيرة إستراتيجية وطنية في إضراب مدرسي من أجل المناخ، ومنسقة الشراكات الوطنية في Zero Hour، وهي مجموعة أخرى للدفاع عن البيئة.

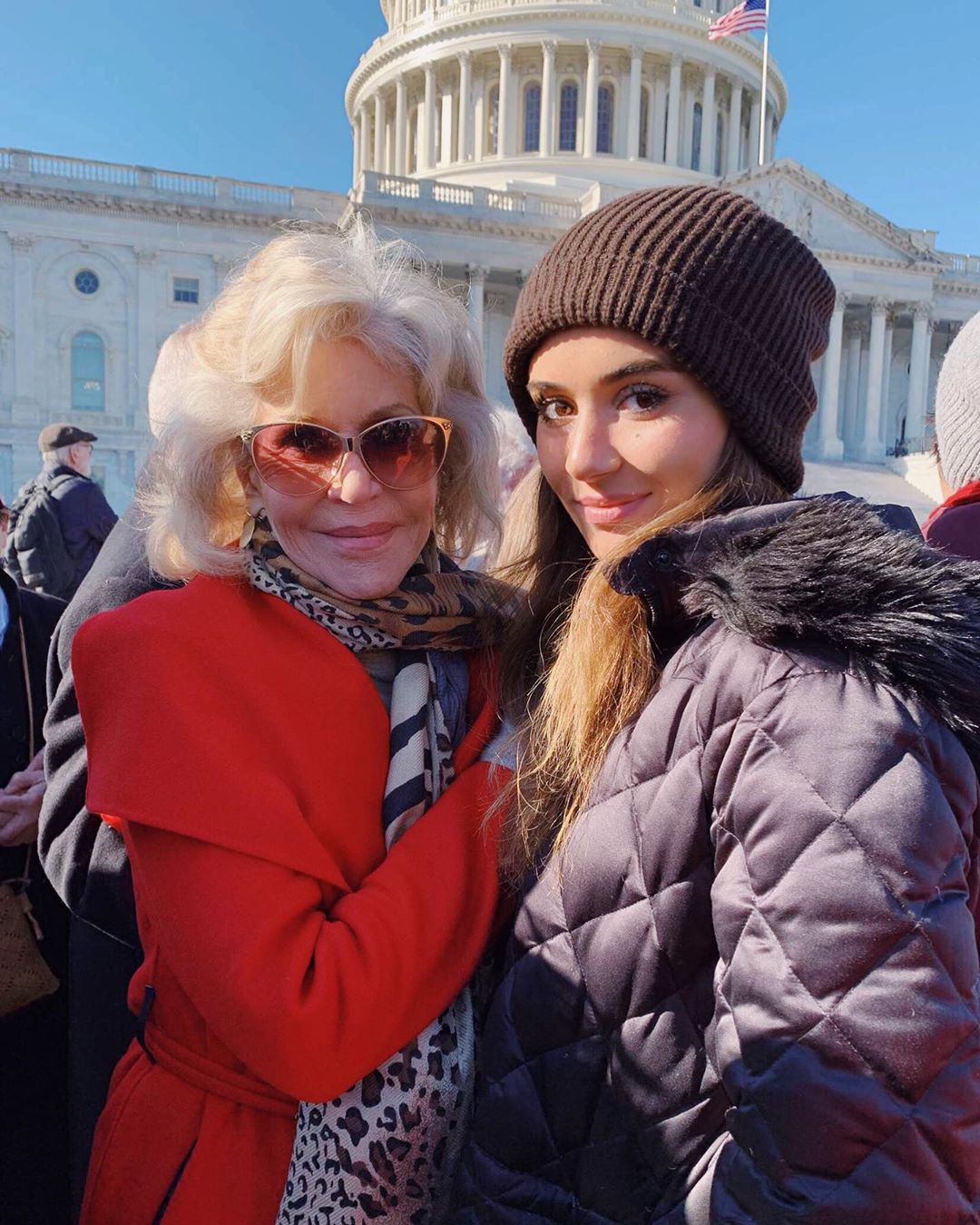
جين فوندا (يسار) وكياني (يمين) في حدث Fire Drill Fridayays DC أمام مبنى الكابيتول.

غابت كياني عن المدرسة في نوفمبر 2019 للانضمام إلى مجموعة من المتظاهرين نظمتها تمرد ضد الانقراض. الذين كانوا يعتزمون تنظيم إضراب عن الطعام لمدة أسبوع واعتصام في مكتب رئيسة مجلس النواب نانسي بيلوسي بواشنطن العاصمة، مطالبين إياها بالتحدث معهم لمدة ساعة أمام الكاميرا حول تغير المناخ. محليًا، كان هناك ما يقرب من اثني عشر مشاركًا. كانت كياني في السابعة عشرة من عمرها الأصغر سناً، وواحدة من امرأتين. لم تكن كياني عضوًا في تمرد ضد الانقراض، وشاركت فقط في اليوم الأول من الاعتصام، لكنه ألقت خطابات ومقابلات معدة للصحافة، واستمرت في الإضراب عن الطعام عن بعد. كتبت كياني عن مشاركتها في احتجاج لمجلة Teen Vogue. في فبراير 2020، تم تسمية كياني متحدثة باسم تمرد ضد الانقراض.
في ربيع عام 2020، وفرضت قيود على النشاط كياني من خلال إغلاق المدارس والمباعدة الاجتماعية بسبب وباء COVID-19، وقد تم تأجيل ارتباطاتها الخطابية المدفوعة الأجر في الكليات بما في ذلك جامعة ستانفورد، جامعة برنستون وجامعة ديوك. تمكنت كياني من مواصلة نشاطها عن بعد من خلال حديثها في جامعة ميتشيغان التكنولوجية. بالإضافة إلى ذلك، قررت كياني تسريع تطوير موقع ويب المخطط له، موقع الكاردينالات المناخية، والذي من شأنه ترجمة معلومات تغير المناخ إلى لغات مختلفة.
في يوليو 2020، عينت كياني من قبل الأمين العام للأمم المتحدة أنطونيو غوتيريس في مجموعته الاستشارية الشبابية الجديدة المعنية بتغير المناخ، وهي مجموعة من سبعة من قادة لمناخ من الشباب لتقديم المشورة بشأن العمل من أجل أزمة المناخ. كانت كياني الأصغر سناً في المجموعة التي تراوحت أعمارها بين 18 و28 عامًا. كانت الوحيدة التي تمثل الولايات المتحدة، والممثلة الوحيدة أيضًا عن الشرق الأوسط وإيران.
في ديسمبر 2020، اختيرت كياني من قبل Vice magazine's Motherboard كواحد من 20 إنسان لعام 2020، لكونها مثلت الولايات المتحدة في مجموعة الأمم المتحدة الاستشارية للشباب بشأن تغير المناخ وانشاء الكاردينالات المناخية.

## الكاردينالات المناخية
الكاردينالات المناخية (بالإنجليزية: Climate Cardinals)‏ هي منظمة دولية غير ربحية يقودها الشباب. أسستها كياني في عام 2020 لتقديم معلومات حول تغير المناخ في كل لغة. تم تسميته على اسم الكاردينال الشمالي، وهو طائر ولاية فرجينيا، لاستعارة المعلومات التي تحلق حول العالم. أمضت كياني من السنوات في ترجمة مقالات عن تغير المناخ باللغة الإنجليزية إلى الفارسية لأقاربها الإيرانيين، حيث بالكاد غطت وسائل الإعلام الإيرانية هذا الموضوع. وتقول إنها لاحظت أن المحتوى الإعلامي حول تغير المناخ إما متاح باللغة الإنجليزية فقط، أو في أحسن الأحوال باللغتين الصينية والإسبانية، مما جعل الوصول إليها غير متاح للمتحدثين بلغات أخرى.
إطلق الكاردينالات المناخية في مايو 2020، وقد اشترك 1100 متطوع ليصبحوا مترجمين في يومه الأول. كما دخلوا في شراكة مع راديو جافان، وهو راديو باللغة الإيرانية، يمتلك أكثر من 10 ملايين متابع، لمشاركة الرسومات والترجمات مع الإيرانيين. يرعي الكاردينالات المناخية من قبل التحالف البيئي للطلاب الدوليين (بالإنجليزية: the International Student Environmental Coalition)‏ كمنظمة 501(c)(3)، وهي مؤسسة غير ربحية، والتي تسمح للطلاب الذين يشاركون في ترجماتها لكسب ساعات خدمة المجتمع لعملهم، إما تلبية متطلبات المدرسة أو تحسين تطبيقات الكلية. بحلول أغسطس 2020، كان لدى المجموعة أكثر من 5000 متطوع، بمتوسط سن 16 عامًا. بحلول كانون الأول (ديسمبر) 2020، كان لديها 8000 متطوع، وشراكة مع اليونيسف، ومترجمون بلا حدود.

## الصحافة

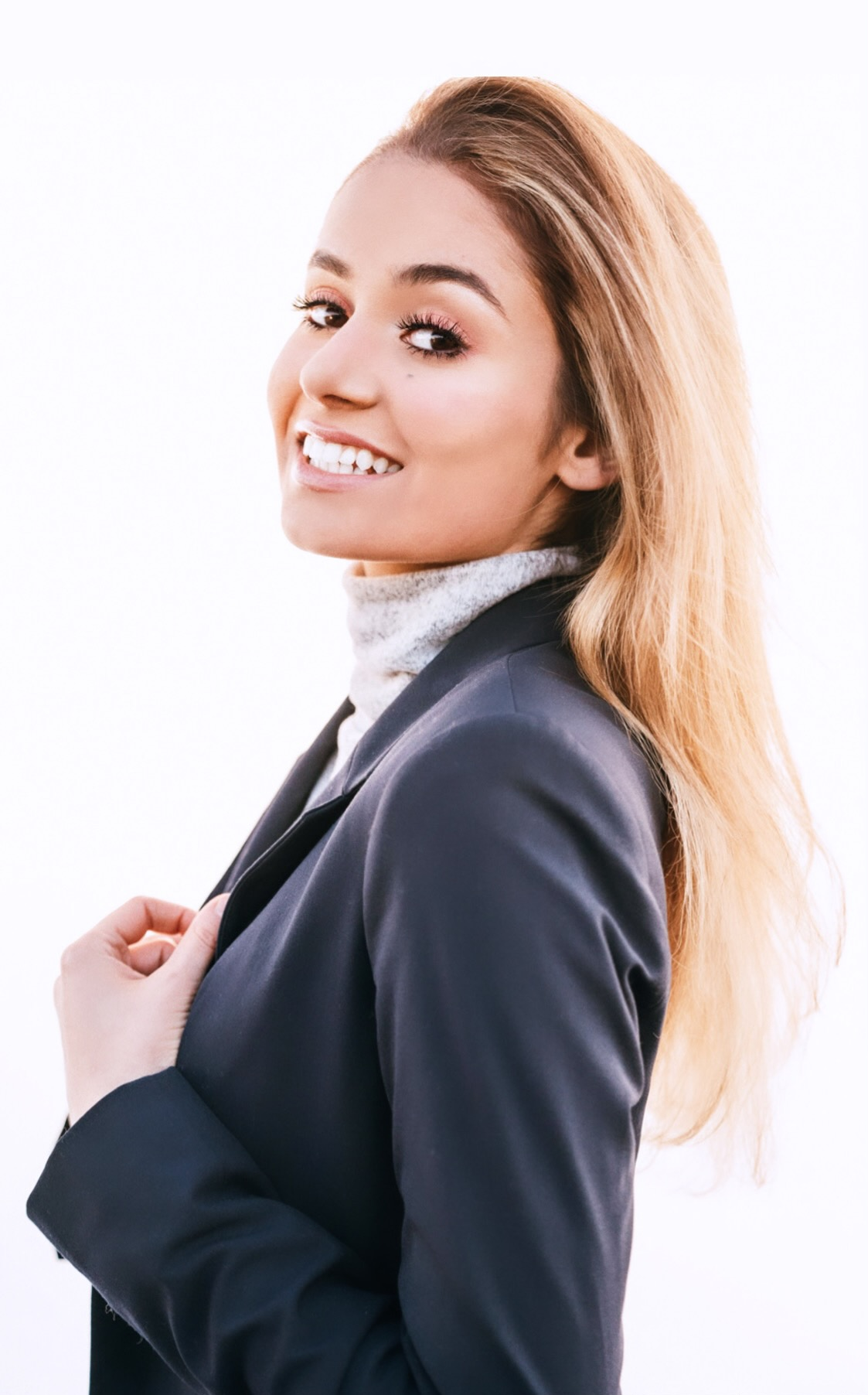
كياني في عام 2020.

كتبت كياني مقالًا في عام 2019 لـ Teen Vogue حول الإضراب عن الطعام في مكتب بيلوسي. في عام 2020، كتبت مقالتين حول تأثيرات فيروس كورونا في نسخة الشرق الأوسط من مجلة كوزموبوليتان حول التأثيرات على احتفال عائلتها الممتدة بالنوروز،  وآخر حول التأثيرات على جدولها اليومي كناشطة مناخية لـ Refinery29، والذي تم الترويج له على نطاق واسع. كتبت مقالًا في إم تي في نيوز بمناسبة الذكرى الخمسين ليوم الأرض، وساعدت في تنسيقه.

## الحياة الشخصية
تعيش كياني مع والدتها، ووالدها، والأخت الصغرى، واثنين من الحيوانات الأليفة، وهي ببغاء متيم، في ماكلين بولاية فيرجينيا. درست في مدرسة Henry Wadsworth Longfellow المتوسطة، حيث فاز فريقها بأوليمبياد علمية على مستوى الولاية،  وفي مدرسة Thomas Jefferson High School for Science and Technology كانت متأهبة لنصف نهائي برنامج الاستحقاق الوطني للمنح الدراسية.
تلقت كياني اهتمامًا إعلاميًا واسعًا كمثال على رد فعل مراهقة على إجراءات التباعد الاجتماعي المتعلقة بوباء COVID-19: كتبت سي إن إن، ومجلة تايم، وصحيفة واشنطن بوست عن كيفية تحركها هي وأصدقاؤها للتفاعل الشخصي تحولت حفلة التخرج التي تم إلغاؤهم إلى حفلة موسيقية كبيرة في محادثات الفيديو زووم، ومقاطع فيديو تيك توك.